# Xã Emerson, Quận Dixon, Nebraska
Xã Emerson (tiếng Anh: Emerson Township) là một xã thuộc quận Dixon, tiểu bang Nebraska, Hoa Kỳ. Năm 2010, dân số của xã này là 523 người.